# Sierra Vista
Sierra Vista ist eine Stadt im Cochise County im US-Bundesstaat Arizona mit 45.308 Einwohnern (Stand: 2020).

## Geographie
Das Stadtgebiet hat eine Größe von 397,5 km². Sierra Vista liegt etwa 100 Kilometer südöstlich der Großstadt Tucson und 20 Kilometer nördlich der mexikanischen Grenze.

## Einwohnerentwicklung
| Jahr | Einwohner¹ |
| ---- | ---------- |
| 1980 | 24.937     |
| 1990 | 32.983     |
| 2000 | 37.775     |
| 2010 | 45.140     |
| 2016 | 43.208     |
| 2020 | 45.308     |

¹ 1980–2010: Volkszählungsergebnisse; 2016: Fortschreibung des US Census Bureau; 2020: U.S. Census Bureau 2020

## Politik
Sierra Vista unterhält seit 1998 eine Städtepartnerschaft mit der sächsischen Stadt Radebeul in Deutschland.

## Wirtschaft und Infrastruktur
In der Stadt gibt es eine Außenstelle der in Tucson beheimateten University of Arizona, die sogenannte UA South.
Nordwestlich der Stadt liegt Fort Huachuca, eine große Basis der United States Army.

### Verkehr
Sierra Vista liegt am Knotenpunkt zwischen der Arizona State Route 90 und der Arizona State Route 92 und besitzt außerdem mit dem Sierra Vista Municipal Airport einen Flughafen.

## Söhne und Töchter der Stadt
- Dani Siciliano, Musikerin und DJ
- Nicole Powell (* 1982), Basketballspielerin
- Don Frye, Wrestler und MMA-Kämpfer